# Paralentia tonkinica
Paralentia tonkinica är en ringmaskart som beskrevs av Uschakov 1982. Paralentia tonkinica ingår i släktet Paralentia och familjen Polynoidae. Inga underarter finns listade i Catalogue of Life.